# استفانو سیوریاتی
استفانو سیوریاتی (انگلیسی: Stefano Civeriati؛ زادهٔ ۷ اکتبر ۱۹۶۶) بازیکن فوتبال اهل ایتالیا است.
از باشگاه‌هایی که در آن بازی کرده‌است می‌توان به باشگاه فوتبال اینتر میلان، باشگاه فوتبال لیورنو، باشگاه فوتبال ویچنزا، و باشگاه فوتبال ونتزیا اشاره کرد.